# Tikhvin
Tikhvin (tiếng Nga: Тихвин) là một thành phố Nga, hai bên bờ sông Tikhvinka ở phía đông tỉnh, 200 km về phía đông Saint Petersburg. Thành phố này thuộc chủ thể Leningrad Oblast. Thành phố có dân số 63.338 người (theo điều tra dân số năm 2002). Đây là thành phố lớn thứ 254 của Nga theo dân số năm 2002. Dân số qua các thời kỳ: 58,843 (Điều tra dân số 2010); 63,338 (Điều tra dân số 2002); 71,352 (Điều tra dân số năm 1989).